# 失踪者
失踪者（しっそうしゃ）とは、どこにいるのか分からなくなってしまった人物、足取りのつかめない人物のことである。

## 概説
「失踪者」は自らの意志によってどこにいるのか分からなくした場合も、自らの意思とは無関係に行方が分からなくなってしまった場合も含む。
犯罪や事故に巻き込まれて居所を知らせることができない状態（失踪事件）も、犯罪に関与して居所を知らせられない（知らせたくない）場合なども含まれる。

## 類似の表現との比較

### 行方不明
ほぼ、同義語である。「行方不明」という表現は「どこに行ったのか分からない」意味である。事故・事件に巻き込まれていると特定されている場合は、自分の意志が入っていないというニュアンスが（「失踪」に比べれば）比較的強い「行方不明」という表現が多く使われる傾向がある。すでに命が失われていることが予想される場合でも「行方不明」ならば違和感が無い。また未成年に「行方不明」、成年に「失踪者」という使い分けもある。

### 家出人
「家出人」という表現には「自己意志による」という判断・断定が含まれる。それを避けるために「失踪者」が用いられる。ただし、日本の警察などでは、事件性が薄いと警察関係者が判断した場合に「家出人」という表現が用いられることが多い。また一人暮しなどが増え「家」という観念が薄れつつあるのも「失踪者」という言葉が使われる場合が多くなっている要因である。

## 日本における失踪者
失踪者の捜索願い（失踪届け出）受理件数はピークであった2002年の10万2,880人から2010年の8万655人（1966年以後で最少）までは減少傾向であった。2010年以降は増加傾向であり、2019年は、前年より減少して、8万6,933人となっている。そして、2020年は1956年以降最少の7万7,022人であった。2021年以降は増加して、2023年は9万144人であったが、2024年は前年より減少して8万2,563人であった。
失踪しても携帯電話などで連絡がとれる場合には届け出をしない場合もあるという。
一方、2024年における失踪者の所在確認（死亡も含む）数は捜索願いのあったもので8万2,647人（内、死亡確認が3,930人、その他が1万1,856人）であり、このうち、1年未満の所在確認数は6万4,578人（内、死亡確認が3,718人）であった。過去の届け出も含んだ数である。
更に行方不明者の動機は、2024年で最も多いのが、認知症が1万121人（行方不明者全体構成比の約21.9%）であった。次いで、家庭関係（親子間不和、夫婦間不和等）が1万2,466人（行方不明者全体構成比の約15.1%）であり、次に事業・職業関係（事業不振、失業、職場人間関係不和等）が6,722人（行方不明者全体構成比の約8.1%）であった。これら3つの原因で約45%を占める。特異行方不明者（犯罪や事故等に巻き込まれ、生命又は身体に危険が生じているおそれ等のある行方不明者）数は、2023年で6万7,909人であった。また、1989年から2024年までの捜索願いを受理した失踪者の合計は313万3,984人で、同期間の所在確認数は捜索願いのあったものだけでは288万8,184
人であった。そして、所在確認できなかった行方不明者数は2020年～2024年の5年平均で約885人である。そして、2009年以降は、東日本大震災があった2011年を除き、所在確認率が95%以上となっている。
更に、捜索願いがなかったものも含めた場合、1989年から捜索願いがなかったものを含めた統計の記録の最後にあたる2008年までであるが、170万3,490人（あったもののみは、158万9,179人）である。この期間は、単純計算はできないが届け出のあった人のうち、年平均で5,000人ほどが未発見のままの状態が続いていた。 
失踪者を探すと自称する探偵などのビジネスも、失踪者の増加とともに拡大している。テレビにおいては失踪者を取り上げる番組がしばしば放送され、これにより後日発見されることもある。
警察庁が発表した『行方不明者の状況』によれば、失踪者の数は次のようになる（少年の行方不明者数は2020年（令和2年）までは20歳未満。2023年（令和5年）と2024年（令和6年）は18歳未満。）。
| 年度             | 総数    | 男女別 | 男女別 | 成人・少年別 | 成人・少年別 | 所在確認数 |
| 年度             | 総数    | 男性   | 女性   | 成人         | 少年         | 所在確認数 |
| ---------------- | ------- | ------ | ------ | ------------ | ------------ | ---------- |
| 1966（昭和41）年 | 91,593  | 46,144 | 45,449 | 46,783       | 44,810       | 63,667     |
| 1970（昭和45）年 | 100,753 | 49,195 | 51,558 | 55,761       | 44,992       | 74,218     |
| 1980（昭和55）年 | 101,318 | 48,398 | 52,920 | 55,206       | 46,112       | 88,821     |
| 1990（平成2）年  | 90,508  | 47,047 | 43,461 | 53,111       | 37,397       | 80,666     |
| 2000（平成12）年 | 97,268  | 58,946 | 38,322 | 71,854       | 25,414       | 83,730     |
| 2010（平成22）年 | 80,655  | 51,706 | 28,949 | 61,123       | 19,532       | 78,467     |
| 2015（平成27）年 | 83,948  | 53,319 | 28,716 | 64,064       | 17,971       | 80,232     |
| 2020（令和2）年  | 77,022  | 48,994 | 28,028 | 63,107       | 13,915       | 79,640     |
| 2023（令和5）年  | 90,144  | 57,410 | 32,734 | 74,840       | 15,304       | 88,470     |
| 2024（令和6）年  | 82,563  | 52,502 | 30,061 | 67,903       | 14,660       | 82,647     |

| 年齢別                  | 9歳以下 | 10歳代 | 20歳代 | 30歳代 | 40歳代 | 50歳代 | 60歳代 | 70歳代 | 80歳以上 | 合計    |
| ----------------------- | ------- | ------ | ------ | ------ | ------ | ------ | ------ | ------ | -------- | ------- |
| 届出数                  | 1,035   | 16,645 | 15,053 | 8,927  | 6,637  | 5,835  | 4,151  | 9,790  | 14,490   | 82,563  |
| 比率                    | 1.25%   | 20.16% | 18.23% | 10.81% | 8.04%  | 7.07%  | 5.03%  | 11.86% | 17.55%   | 100.00% |
| 同年代人口 10万人当たり | 12.0    | 156.4  | 117.8  | 67.3   | 40.5   | 31.9   | 28.0   | 60.9   | 112.4    | ---     |

### 認知症失踪者
警察庁の統計によれば、認知症を抱える人物の行方不明の届出がなされた件数は前述のとおり、2024年で1万8,121人であり、統計を取り始めた2012年以降増加していたが前年（1万9,039人）より減少している。なお、2012年の9,607人と比べて約1.89倍に増えている。
2024年中に行方不明になり警察に届け出があったうち、所在確認が出来たのは1万8,121人で、その内死亡確認されたのが549人であった。交通機関を利用して遠方に行ったまま戻れなくなるケースもある。
更に、死亡状態で見つかった場合、発見された場所は、2024年に届け出を受理して死亡確認された者全体（491人）の約77.8%（382人）がが行方不明となった場所から約5㎞圏内で発見されており、大部分が近場であった。
そして、亡くなった場所は河川・河川敷が115人で最も多く、次いで用水路・側溝が79人、山林が71人であり、溺れたり転落するなどして低体温症などによる衰弱死や、河川や用水路に転落した溺死により死亡が多いと考えられる。特に、体力や判断力が低下した高齢者の場合、遠方まで徘徊（はいかい）し発見が遅れた場合は命に関わる。
所在確認までの期間は、その他（届出が取り下げられたもの等）を除いた場合、届け出の受理から１週間以内が約97.8％で、受理当日が約71.6%を占めた。60代以上の行方不明理由は認知症がトップとなっている。
都道府県別では、大阪府が2,086人で最も多く、次いで神奈川県が1,907人、埼玉県が1,812人、愛知県が1,476人、兵庫県が1,454人であった。
なお、認知症有病者数が、2040年に推計約802万人～約953万人（内、症状の重さ別で見た場合、正常～軽度は約299万人～約355万人、中等度は345万人～約410万人、重度は約158万人～約188万人）になることが予測されている。
警察庁は各地の警察に対し、届け出人の意思に基づきホームページやSNS（交流サイト）で行方不明者の情報公開をしたり、地域の自治体や高齢者施設、タクシー事業者などでつくる「はいかい高齢者SOSネットワーク」と情報を共有したりする対策や衛星利用測位システム（GPS）やドローンを活用した捜索方法を行うよう周知することにしている。ただし、取り組みには地域差がある。大阪府警は2014年から、自治体や高齢者施設などが保護した身元不明者の顔写真や特徴などの情報を掲載した「身元不明迷い人台帳」を府警本部と警察署に設置している。
群馬県警は本人や家族の同意の上、顔写真や手のひらの静脈の形状といった本人確認用の情報を事前に登録する活動を進めている。福井県警は県を通じて、全市町が把握する認知症有病者の名前や特徴、顔写真の提供を受け、データベース化している。
また、行方不明になる恐れがある人物に自治体が衛星利用測位システム（GPS）端末を貸与し、警察の捜索に位置情報を活用する協定を結ぶ地域がある。このGPSにより2024年に発見につながったケースが111件あり、全員生存状態で発見されている。
実際に群馬県高崎市では、2015年10月1日より全地球測位システム（GPS）の端末（NTTドコモ製、縦44㎜×横37㎜×厚さ12㎜、重量約30g）の無料貸出（但し、端末の充電代や靴にGPS機器を装着して利用する場合の靴の購入費等は有料）を行っていおり、GPSを高齢者の靴や衣服に装着し、所在が不明になると、委託先の見守りセンターが位置情報を家族に知らせる仕組みとなっている。同県前橋市でも行っており、月1,000円の貸出で家族などがコールセンターに問い合わせると、その位置情報が確認できる仕組みとなっている。
それに加えて、認知症などで自分の名前や住所などが伝えられない場合のために数字7桁の登録番号が書かれた「見守りキーホルダー」を無料で提供しており、行方不明になって発見された際に、警察や市役所の担当者が事前に登録された番号と照合し、人物の確認ができるようになっている。見守りキーホルダーは、大田区などの他の自治体でも行っている。
更に、神奈川県横須賀市では、全国初のLINEによる認知症の行方不明者情報を発信するシステムを2020年9月から運用を開始している。それに続き、2021年10月1日から鹿児島市で「おかえりサポート」の名で運用が開始されている。
一方、年代別では10代が1万6,645人と最も多く、次いで20代が1万5,053人だった。実数では2022年までは20代が最も多かったが、2023年以降は10代が最多となった。原因や動機では、10代は親が厳し過ぎるといった「家庭関係」が割合が高く、20代は仕事がうまくいかないなど「事業・職業関係」の目立った。

### 児童失踪者
9歳以下の行方不明者が、2010年の705人から2024年の1,035人と約1.47倍と急増している。行方不明理由で最も高かったのは、親が厳し過ぎるといった「家庭関係」が全体の約35.7%を占めていた。
警察庁によると、その多くは家出や迷子であり、無事に見つかるケースがほとんどである。
また、児童失踪対策に対して、東京都府中市や福岡市や大阪府豊中市、新潟市、石川県羽咋市など一部自治体は、希望者を対象に小型端末により位置情報が記録される仕組みの見守りサービスを行っている。
一方で、誘拐事件の中には児童がSNSを通じて自らついていくケースも多くあり、「知らない人についていかない」と呼び掛けたり、防犯ブザーなどの防犯機器所持だけでは不十分であり、現実世界でもネット上でも『入りやすく、見えにくい場所』で犯罪が起きることを前提に十分に注意を払う意識を持つ必要があるとの指摘もある。
誘拐に関しては、警視庁による統計データでは、誘拐認知件数は2023年で183件（未就学児と小学生の合計件数である為、10～12歳が含まれている。）あり、その内わいせつ目的以外の誘拐が165件であった。わいせつ目的以外の場合、略取誘拐の罪で検挙された者の約3分の2が親族である。誘拐全体で見れば、約58%が親族による未成年者の略取であり、親族によるわいせつ目的の誘拐は0であった。
そして、児童失踪事件の中には、2次被害が発生する例があり、山梨キャンプ場女児失踪事件の失踪児童の母親に対してSNSや匿名掲示板などを利用した誹謗中傷を行うケースや泉南郡熊取町小4女児誘拐事件の失踪児童の親に対し、児童の居場所を知っているように装い約7,400万円を騙し取る詐欺事件が発生している。

### 居所の把握できない児童
厚生労働省が調査した居所の把握できない児童数は2014年5月1日時点で全国で約2,908人である。そのうち、同年5月2日から9月1日までに、5月時点で居所を把握できない全国の児童の約92.3%にあたる2,684 人（92.3％）の所在が確認できており、9月1日時点で居住実態が把握できない児童数は全国で224人となった。なお、224人について、自治体に個別に聞き取り等を行った結果、同年10月20日時点で、さらに83人の居住実態が確認できており、同日時点で居住実態が把握できない児童は141人となった。これらの児童のことを「所在不明の子」、「所在不明児」と呼ぶ。2018年6月1日時点で28人である。その内、平成28年度調査（2017年6月1日時点）から引き続き居住実態が把握できない児童は、6人である。